# Heidesheim am Rhein
Heidesheim am Rhein è una frazione  del comune di Ingelheim am Rhein in Renania-Palatinato, Germania.
Già comune autonomo nell'ambito della comunità amministrativa di Heidesheim am Rhein, è stato incorporato nella città di Ingelheim am Rhein a partire dal 1º luglio 2019.